# タハ・ヤシン・ヘニシ
タハ・ヤシン・ヘニシ（Taha Yassine Khenissi 、1992年5月6日 - ）は、チュニジア・ザルジス出身のプロサッカー選手。チュニジア代表。アル・クウェートSC所属。ポジションは、フォワード。

## 経歴

### クラブ
エスペランスの下部組織で育成され、2009年にプロ契約を締結。2010年2月のスタッド・チュニジアン戦でトップデビューを果たした。しかしその後は出場機会の確保に苦しみ、3シーズンで公式戦出場はわずか10試合に留まった。そしてプレー時間が確保できないことから2012年6月に契約を満了した。
2012年9月、CSスファクシアンにフリーで加入、3年契約を結んだ。
2015年、エスペランスに復帰。初年度は8得点を挙げた。2016年のクープ・ドゥ・チュニジエ決勝では50分に決勝ゴールを挙げ、優勝に貢献した。

### 代表
2013年3月、ナヴィル・マールル代表監督が2014 FIFAワールドカップ・アフリカ予選・シエラレオネ戦に帯同するメンバーの一人に選出した。主要大会ではアフリカネイションズカップ2017に参加した。

## 代表歴

### 出場大会
- チュニジア代表
  - 2022 FIFAワールドカップ

### 試合数
- 国際Aマッチ 51試合 9得点（2013年-）[2]

| チュニジア代表 | 国際Aマッチ | 国際Aマッチ |
| 年             | 出場        | 得点        |
| -------------- | ----------- | ----------- |
| 2013           | 1           | 0           |
| 2014           | 0           | 0           |
| 2015           | 8           | 1           |
| 2016           | 3           | 2           |
| 2017           | 11          | 2           |
| 2018           | 5           | 1           |
| 2019           | 13          | 2           |
| 2020           | 0           | 0           |
| 2021           | 0           | 0           |
| 2022           | 9           | 1           |
| 2023           | 1           | 0           |
| 2024           |             |             |
| 通算           | 51          | 9           |

## タイトル

### クラブ
エスペランス
- チュニジア・リーグ (3) : 2010, 2011, 2017
- CAFチャンピオンズリーグ (1) : 2011
- クープ・ドゥ・チュニジエ (1) : 2016
- UAFAクラブカップ (1) : 2017

スファクシアン
- チュニジア・リーグ (1) : 2013
- CAFコンフェデレーションカップ (1) : 2013

### 個人
- チュニジア・リーグ得点王 (1) : 2016-17